# Georg August Goldfuss
Georg August Goldfuss (Thurnau perto de Bayreuth, 18 de abril de 1782 – Bonn, 2 de outubro de 1848) foi um paleontólogo e zoologista alemão.

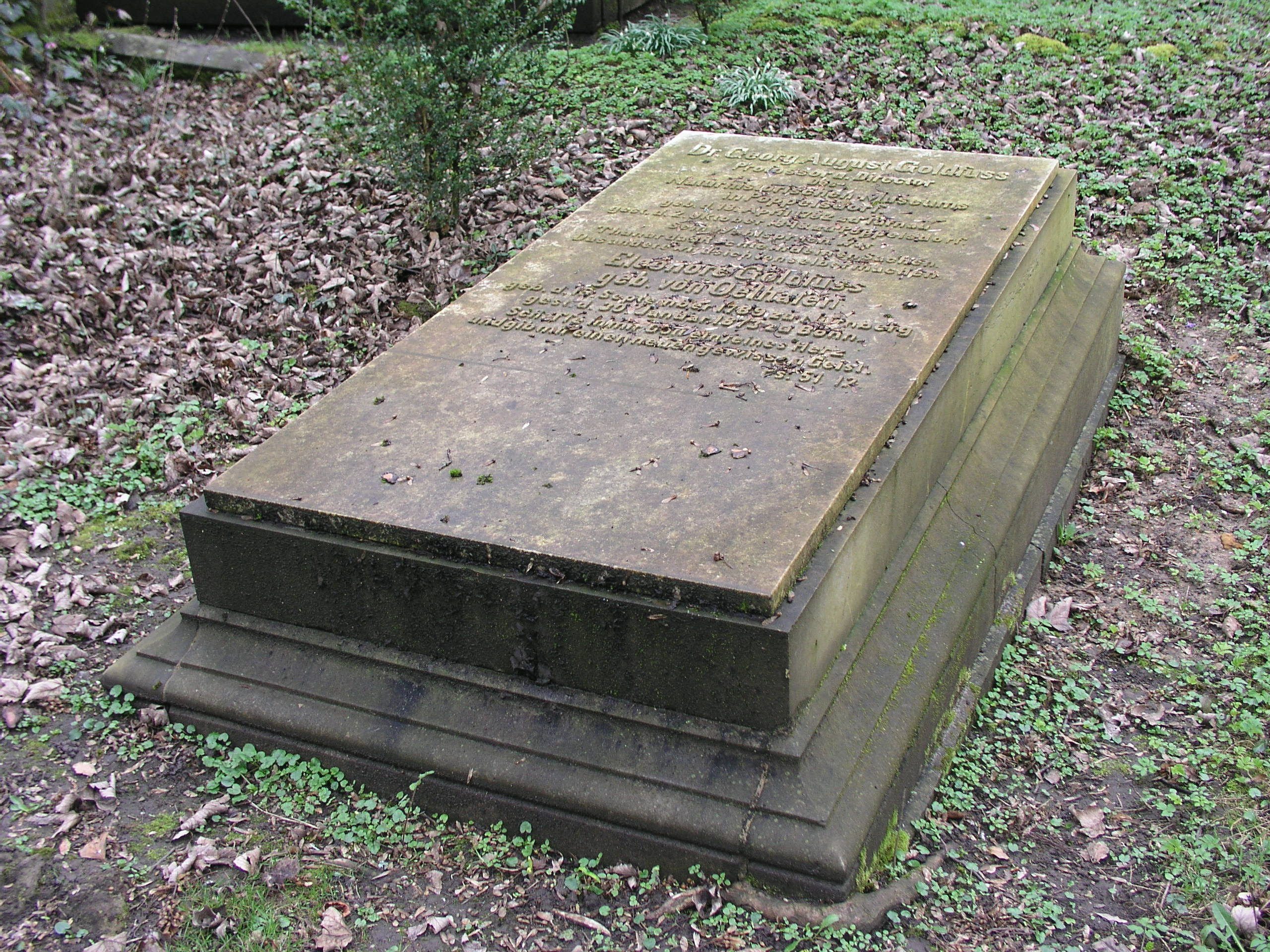
Sepultura de Georg August Goldfuss

Está sepultado no Poppelsdorfer Friedhof em Bonn.